# Tracker solaire
Pour les articles homonymes, voir Tracker.
 (mai 2019).

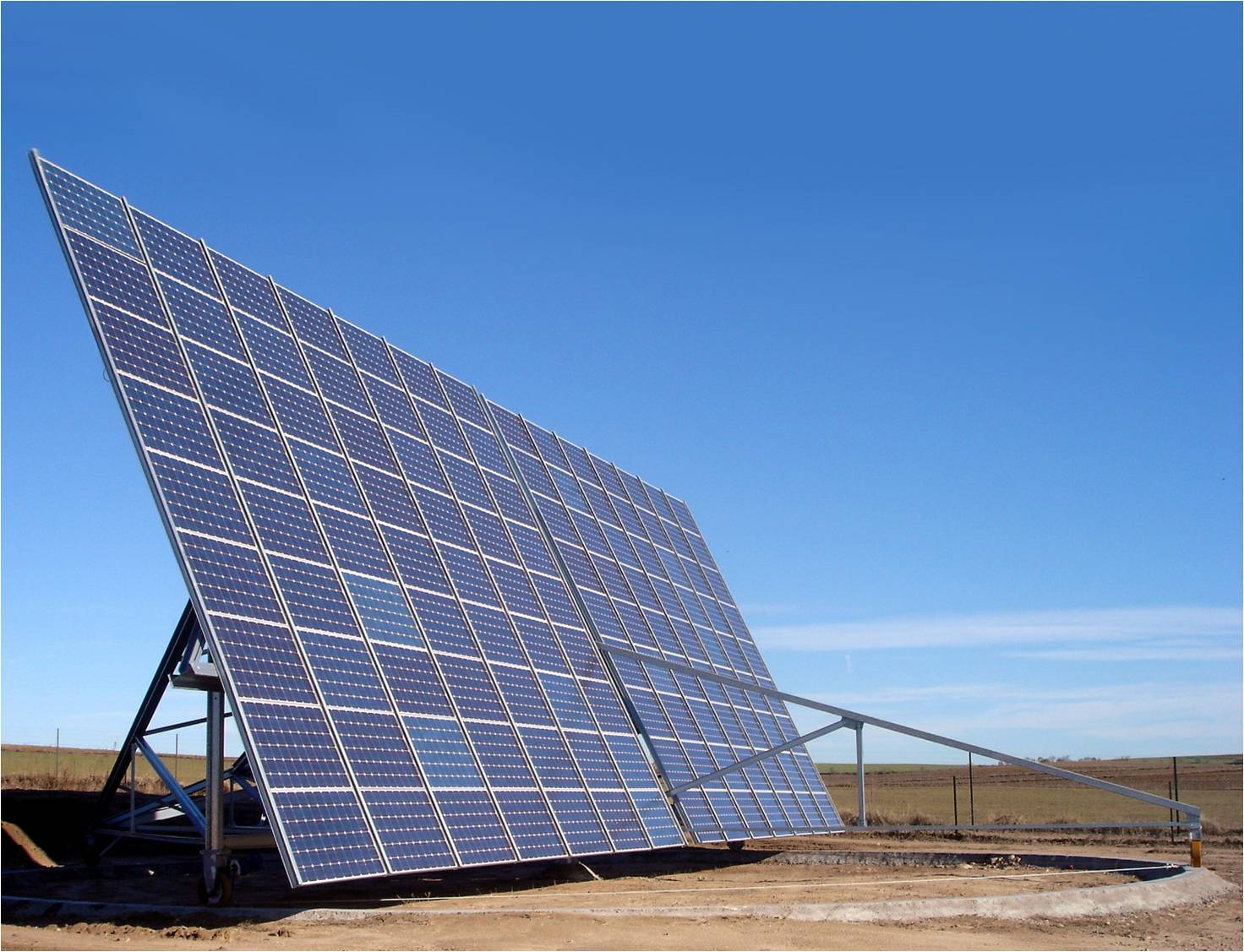
Tracker à Toledo, Espagne

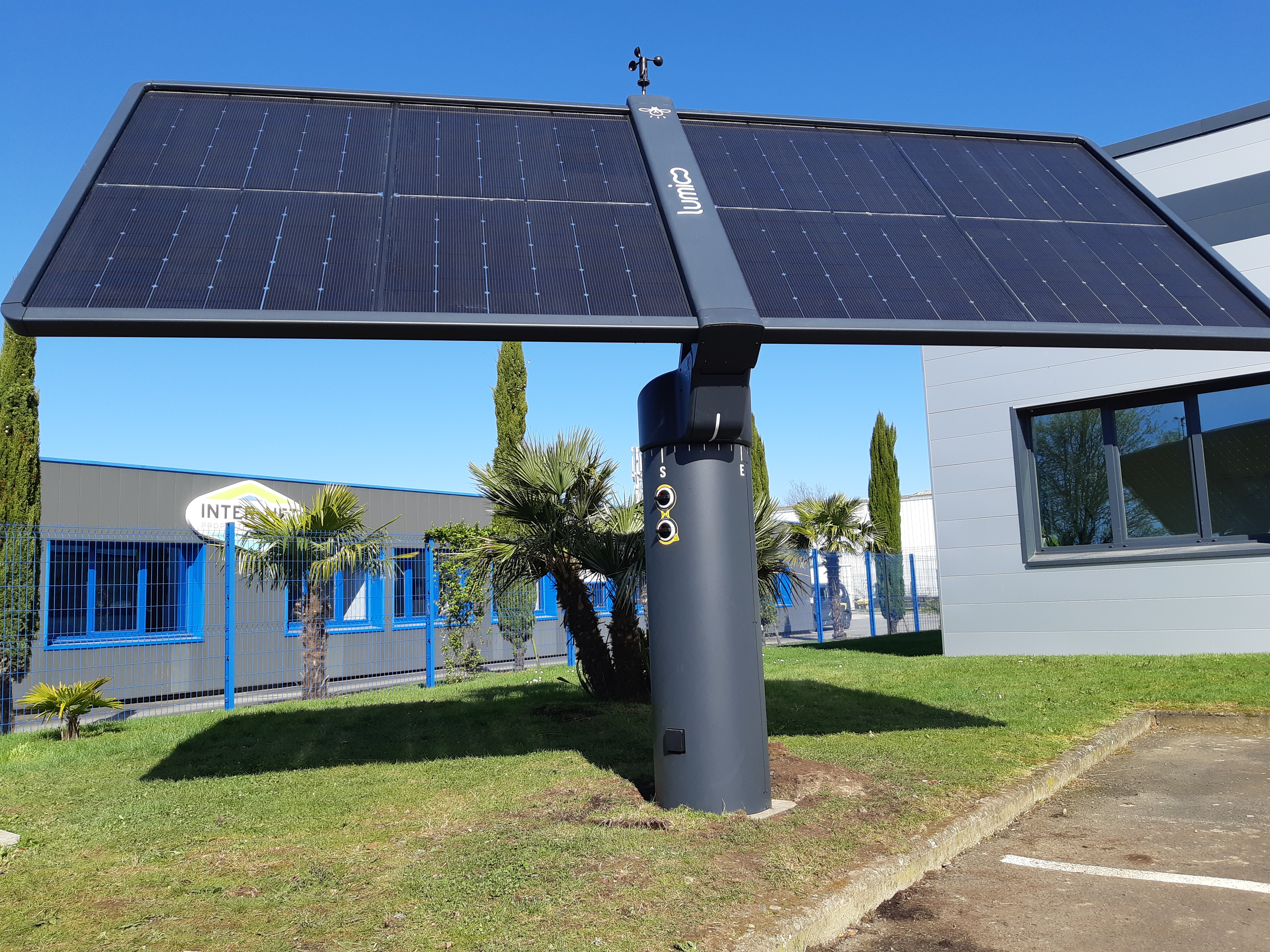
Tracker solaire design 8m2 Lumioo

Un tracker solaire, traqueur solaire ou suiveur de Soleil est un dispositif permettant à un télescope héliographique (devant observer le soleil ou certains de ses effets dans l'atmosphère), ou à une installation de production d’énergie solaire de suivre le soleil selon le principe de l'héliostat. Cette structure portante motorisée oriente les panneaux solaires pour en augmenter la productivité.

## Principe de fonctionnement

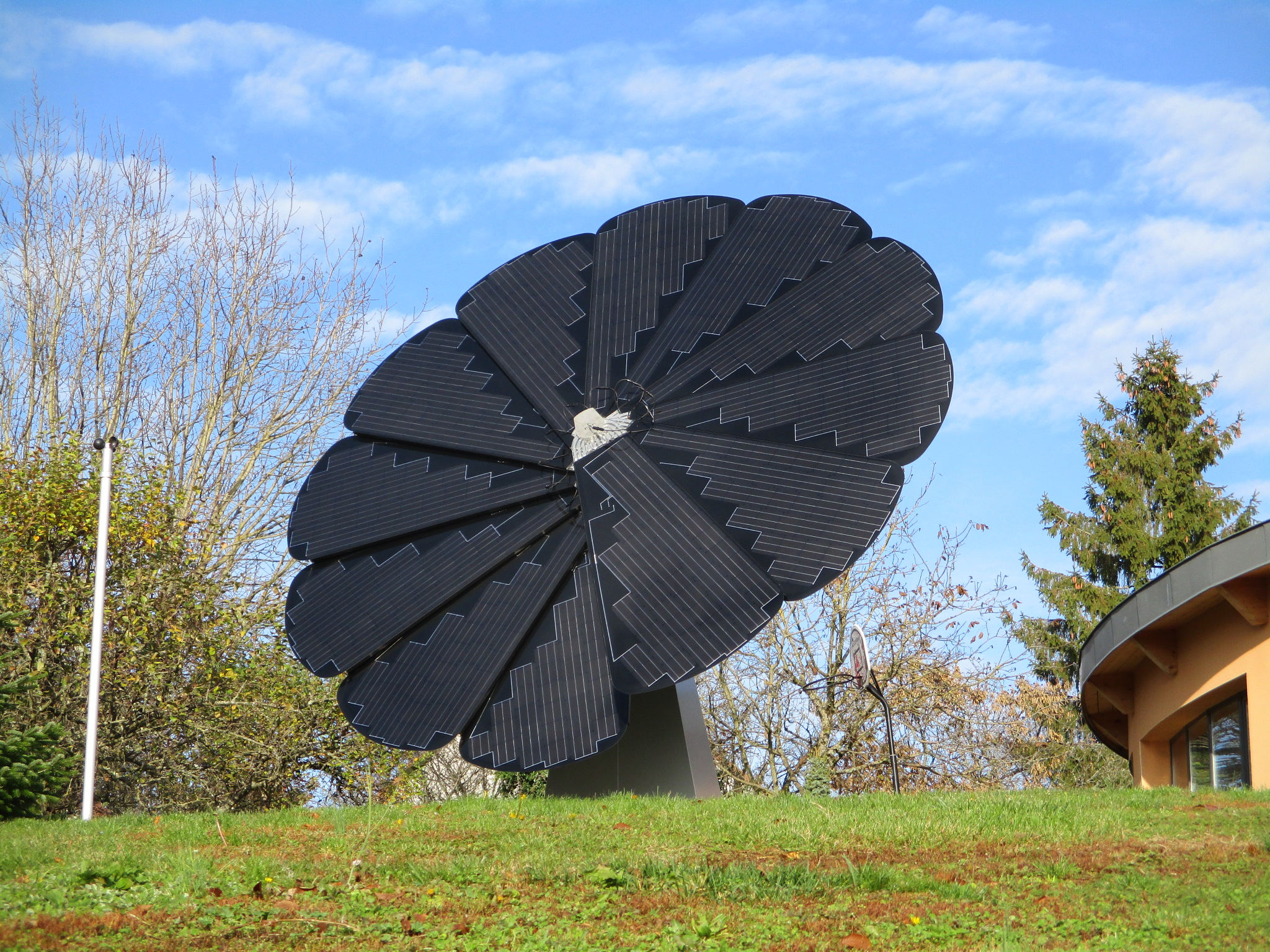
Tracker solaire (rétractable par anémomètre)

Le système vise à orienter en temps réel les capteurs vers le Soleil, pour placer le panneau dans une position optimale par rapport à l'incidence du rayonnement solaire (perpendiculaire au rayonnement si possible), car tout au long de la journée et de l'année (selon les saisons) la position du soleil varie constamment et d'une manière différente selon la latitude. 
Cette adaptation en temps réel a pour effet de substantiellement augmenter la captation et production d'énergie.
Elle peut se faire sur deux axes : en azimut (d'est en ouest, à mesure de l'avancée de la journée) et en hauteur (selon la saison et, de nouveau, l'avancée de la journée). L'idéal est d'utiliser un tracker à deux axes, mais il en existe aussi avec un seul (typiquement avec un suivi seulement en azimut, l'angle par rapport au sol étant fixé selon l'optimum local, qui dépend de la latitude).

## Gains attendus
En zone tempérée, l'augmentation de performance entre les panneaux fixes correctement orientés (orientés plein sud) et les trackers varie de 30 % à 45 % selon le type de tracker, voire plus par moments (Hélioslite annonce +43 % d'énergie produite, avec une pointe à +57 % sur une journée pour un tracker deux axes ; ex : 45,6 kWh en une journée, contre  28,8 kWh pour un capteur fixe de même puissance (6 kWc) en Savoie)

## Mécanisme de suivi
Il peut s'agir d'un mécanisme d'horlogerie (en un lieu donné, la meilleure direction d'orientation ne dépend que de l'heure et de la date) ou d'un dispositif d'asservissement. 
La puissance nécessaire est toujours très faible (quelques watts) et ne constitue pas un inconvénient. Il existe deux principales manières d'orienter un panneau solaire de façon optimale: une installation de quatre photorésistances dont la tension à leurs bornes doit être égale pour être face au soleil, ou la programmation au préalable de l'équation de la trajectoire du soleil pour diriger correctement le panneau. 

## Types et quantités de panneaux
Un tracker peut, en théorie, porter des modules solaires de n'importe quel type : modules photovoltaïques (PV) « classique » , CPV (photovoltaïque concentré) ou CSP (thermique : Tour ou Stirling). En pratique, seuls quelques trackers le peuvent, car les coûts induits sont élevés et les inconvénients (maintenance, risques supplémentaires) nombreux. 
Chaque tracker peut supporter de 4 à 220 m2 de panneaux. En 2015-2016 apparaissent de nouveaux modèles plus légers (ex. : 200 kg au lieu de 550 kg pour 3,3 kW en dix modules photovoltaïques) présentés comme robustes, moins coûteux, plus performants, pouvant répondre aux besoins d'autoconsommation et être installés sur une toiture plate.

## Dans le milieu agricole
Le tracker solaire est conçu pour alimenter une grande surface en énergie. Dans le secteur de l'agriculture, les exploitations disposent très souvent de grands hangars où ils entreposent leurs machines et équipements. Ces bâtiments consomment beaucoup d'énergie.
Les professionnels de l'agriculture peuvent avoir recours à plusieurs solutions : hangar photovoltaïque, agrivoltaïsme, serres photovoltaïques, centrales au sol, ombrières solaires.

## Avantages et inconvénients
Ce système solaire présente plusieurs avantages, notamment un gain de productivité par rapport à une installation solaire classique, la possibilité de le combiner avec tous les types de modules (Photovoltaïque et thermique), et une faible consommation d'énergie.
Néanmoins, même si le tracker solaire permet de faire des économies d'énergie, c'est un investissement financier très important. Il présente d'autres inconvénients : entretien régulier de la structure, fragilité des capteurs (en comparaison à des capteurs installés en toiture), particulièrement en cas de vent fort.

## Spécificités
Les principales caractéristiques différenciant les trackers sont les suivantes :
- le gain en production électrique (par rapport à des panneaux solaires fixes) ;
- l'orientation mono ou multi axiale ;
- la précision du positionnement vis-à-vis du soleil (type d'asservissement), éventuellement en présence d'ombre portée [3] ;
- la robustesse (tenue au vent) et la fiabilité ;
- le coût.

## Marché
En 2015, le marché mondial de 4 GW installés est dominé par des entreprises américaines, dans l'ordre Array Technologies, Sunpower, First Solar et Nextracker. Les français Exosun et Optimum Tracker commencent à peine leur activité à l'étranger. Le secteur se consolide les années suivantes, en parallèle d'une croissance amenant à 14,5 GW vendus en 2017.